# 구양순

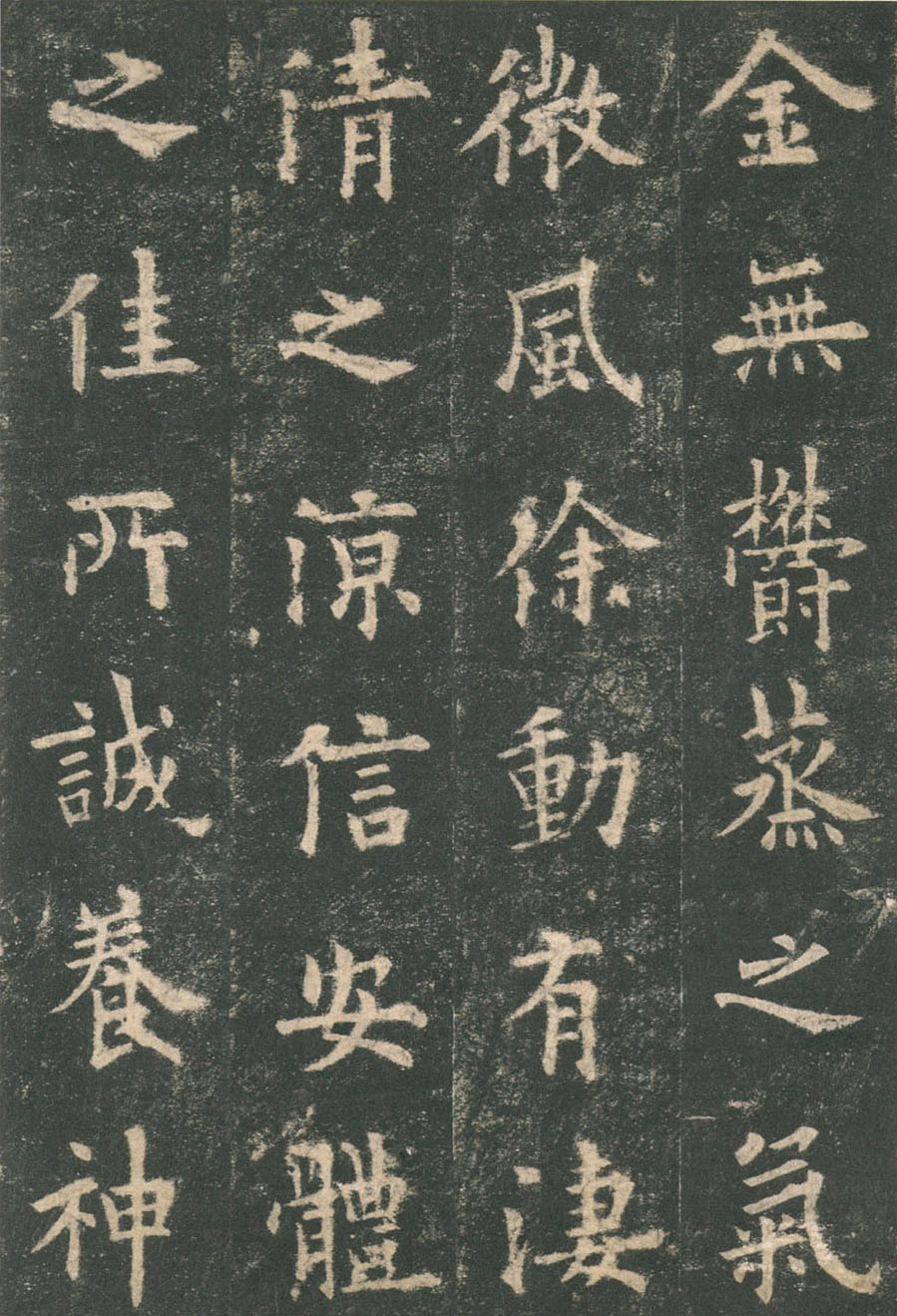
구양순의 구성궁예천명

구양순(歐陽詢, 557년~641년)은 중국 당나라 초기의 서예가이다. 후난 출신으로 남방 문화권에서 성장하였다. 진나라의 광주지사였던 부친이 죽음을 당하자 아버지의 친구인 강총 슬하에서 자랐다. 수 양제 때에는 태상박사를 지냈고, 당 태종 때에 태자솔경령이라는 벼슬을 했기 때문에, 사람들은 그를 '구양 솔경'이라고 불렀다. 626년 20여만 권의 책을 모아놓은 홍문관의 학사가 되어 숙지하며 연구하였다. 우세남, 지량, 요사렴, 채율공, 소덕언 등과 함께 학사로 발탁되었다. 구양순은 전서, 해서, 초서 등의 모든 서체들을 다 잘하였으나 그 중에서도 해서가 가장 훌륭했다. 그의 뛰어난 필체는 멀리 고구려에까지 알려졌다. 처음에는 왕희지 체와 비슷했지만 뒤에 독자적인 서체를 만들어 해서의 규범이 되었으며 당태종의 마음을 사로잡게 되었다. 그의 해서는 필력이 기이하고 힘이 넘쳐 당시 최고로 뽑혔으며 필획이 팽팽한 균형을 유지하고 있어 긴 문장을 써도 전체적으로 하나로 통일된다. 그 안에는 문화 특유의 섬세함과 얌전한 생동감, 깊은 감이 글자안에 담겨져있다. 우세남·저수량과 더불어 당나라 초기의 3대 서예가로 손꼽힌다. 작품으로 <구성궁예천명>, <고근복묘지명> ,<화도사탑명>, <황보탄비>. <온언박비>, 등의 해서 및 예서인 <방언겸비>, <몽존첩>, 기다 구양순의 <천자문> 등이 남아있다.